# Кабала святош
«Кабала святош» — пьеса в четырёх действиях М. А. Булгакова, написанная в 1929 году. Ставилась также под названием «Мольер». Основная тема пьесы, придающая ей автобиографический мотив, — трагедия писателя в условиях жестокой и бездушной тирании.

## История
Пьесу «Кабала святош» о Ж. Б. Мольере Михаил Булгаков написал для Московского Художественного театра в октябре — декабре 1929 года. Автор 19 января 1930 года читал пьесу во МХАТе, и театр принял её к постановке. Но спустя два месяца (18 марта) советская цензура (Главрепертком) пьесу запретила. Только спустя полтора года, после того как состоялся разговор Сталина с автором и после дополнительного вмешательства Максима Горького, в октябре 1931 года постановка пьесы была разрешена. Цензура сразу потребовала внести в пьесу изменения. В частности, название было изменено на «Мольер», часть текста переделана, чтобы он не воспринимался как намёк на современность — например, реплика Мольера «Ненавижу бессудную тиранию» была заменена на «Ненавижу королевскую тиранию».
В марте 1932 года режиссёр Николай Горчаков приступил к репетициям, но только в начале 1936 года работа над спектаклем была завершена. Премьера состоялась 16 февраля 1936 года, но уже 11 февраля[уточнить] газета «Советское искусство» поместила разносную рецензию критика О. Литовского о пьесе. Спектакль успел пройти семь раз с триумфальным зрительским успехом, а тем временем Платон Керженцев, председатель Комитета по делам искусств, направил Сталину и Молотову докладную записку, в которой разоблачил «тайный политический замысел» Булгакова — провести аналогию между бесправным положением писателя при тирании монарха и при диктатуре пролетариата. Керженцев предложил опубликовать разгромную статью и тем самым вынудить театр «добровольно» отказаться от постановки. Сталин, прочитав докладную, наложил резолюцию: «По-моему, т. Керженцев прав». 9 марта 1936 года в газете «Правда» появилась редакционная статья «Внешний блеск и фальшивое содержание», после чего спектакль был запрещён.

## Наиболее значимые постановки
- 1933 — Рижский театр русской драмы им. М. А. Чехова (под названием «Комедианты Господина»). Постановка Р. Унгерна. Художники С. Антонов и Ю. Рыковский. Премьера состоялась 28 февраля 1933 года. Роль Мольера исполнил Ю. Юровский
- 1936 — МХАТ СССР им. М. Горького (под названием «Мольер»). Постановка Н. Горчакова. Художник П. Вильямс. Премьера состоялась 16 февраля; Е. С. Булгакова записала: «Успех громадный. Занавес давали, по счету за кулисами, двадцать два раза. Очень вызывали автора».
- 1966 — Московский театр им. Ленинского комсомола (под названием «Мольер»). Постановка А. Эфроса. Художники В. Дургин, А. Чернова
- 1973 — Большой драматический театр им. Горького (под названием «Мольер»). Постановка С. Ю. Юрского. Художник Э. С. Кочергин; режиссёр-ассистент Б. Н. Сапегин; композитор О. Н. Каравайчук. Роли исполняли: Мольер — С. Юрский, Людовик XIV — О. Басилашвили, Мадлена Бежар — Э. Попова, Арманда Бежар — Н. Тенякова, Бутон — П. Панков. Премьера состоялась 12 февраля[4]
- 1980 — Театр на Юго-Западе (под названием «Мольер»). Постановка Валерия Беляковича. Роли исполняли: Мольер — Виктор Авилов, Людовик XIV — Валерий Черняк, Мадлена Бежар — Ирина Бочоришвили, Арманда Бежар — Галина Галкина, Бутон — Алексей Мамонтов. Спектакль снят с репертуара театра в 2004 году после смерти Виктора Авилова.
- 1988 — МХТ им. А. П. Чехова. Постановка А. Шапиро. Роли исполняли: Мольер — О. Ефремов, Людовик XIV — И. М. Смоктуновский, Мадлена Бежар — Н. М. Тенякова, Арманда Бежар — И. Юревич, Бутон — О. Табаков, Маркиз де Шаррон — В. Кашпур, Справедливый сапожник — В. М. Невинный, Ренэ — С. Н. Гаррель и другие.
- 1994 — театр «Старый дом», Екатеринбург. Постановка Николая Стуликова.
- 2001 — МХТ имени А.П.Чехова. Постановка А. Шапиро. Роли исполняли: Мольер - О. Табаков, Мадлена Бежар - О. Яковлева, Людовик Великий - А. Ильин, Арманда Бежар - Д.Калмыкова, Бутон - А.Семчев, Захария Муаррон - Н.Зверев, Маркиз де Шаррон - Б.Плотников, В.Гвоздицкий, Маркиз д'Орсиньи - А.Смоляков, Лагранж - С.Колесников, Справедливый сапожник - В.Кашпур. Премьера состоялась 9 сентября 2001 года[5]
- 2007 — Омский академический театр драмы. Постановка Василия Сенина. Роли исполняли: Мольер — О. Теплоухов, Мадлена Бежар — В. Прокоп, Арманда Бежар — Е. Потапова, Мариэтта Риваль — А. Ходюн, Захария Муаррон — Р. Шапорин, Людовик XIV — М. Окунев, Справедливый сапожник — С. Сизых, Ренэ — Н. Василиади, Жан-Жак Бутон — Е. Смирнов  и другие.
- 2008 — МХАТ им. М. Горького. Постановка Т. В. Дорониной. Роли исполняли: Мольер — М. Кабанов, Мадлена Бежар — Т. Шалковская, Арманда Бежар — Е. Коробейникова, Мариэтта Риваль — Е. Катышева, Захария Муаррон — Р.  А. Чубченко, Людовик XIV — В. Клементьев, Справедливый сапожник — С. Габриэлян, Ренэ — М. В. Юрьева и другие.
- 2009 — Малый театр. Постановка В. Н. Драгунова. Художник-постановщик С. Б. Бенедиктов; композитор Г. Я. Гоберник. Роли исполняют: Мольер — Ю. Соломин и В. Бочкарёв, Людовик XIV — Б. Клюев и В. Бабятинский, Маркиз де Шаррон — А. Клюквин, Мадлена Бежар — Татьяна Лебедева. Премьера состоялась 21 ноября[6].
- 2012 — Московский драматический театр им. К. С. Станиславского (под названием «Мольер»). Постановка В. Беляковича. Премьера состоялась 18 мая
- 2013 — Московский театр сатиры. Постановка Юрия Ерёмина. Сценография Владимира Боера; композитор Андрей Семенов. Роли исполняют: Мольер — Александр Ширвиндт, Мадлена Бежар — Вера Васильева и Валентина Шарыкина, Арманда Бежар — Елена Подкаминская, Шарль Варле де Лагранж — Евгений Хазов, Захария Муаррон — Андрей Барило и Родион Вьюшкин, Дю Круази — Олег Кассин, Жан-Жак Бутон — Александр Чернявский, Людовик — Юрий Васильев[7]
- 2013 — Севастопольский академический русский драматический театр им. А. В. Луначарского. Постановка — Владимир Магар, Художник-постановщик — Борис Бланк. Роли исполняют: Мольер — Андрей Бронников; Людовик — Александр Порываев; Михаил Булгаков — Виталий Таганов; Мадлена Бежар — Лилия Дашивец; Арманда Бежар — Елена Василевич и Мария Кондратенко; Шарль Варле де Лагранж — Виталий Полусмак и Юрий Корнишин; Жан-Жак Бутон — Нателла Абелева и Лариса Земляникина[8].
- 2015 — Саратовский театр драмы имени И. А. Слонова. Постановка Марины Глуховской, Художник-постановщик — Юрий Наместников. Роли исполняют: Мольер — Виктор Мамонов; Людовик — Александр Каспаров; Маркиз де Шаррон — Валерий Ерофеев, Мадлена Бежар — Алиса Зыкина; Арманда Бежар — Татьяна Родионова; Шарль Варле де Лагранж — Андрей Казаков; Жан-Жак Бутон — Владимор Назаров, Захария Муаррон — Денис Кузнецов, Филибер дю Круази — Григорий Алексеев
- 2016 — Фольксбюне?!, Берлин. Постановка Франка Касторфа. Роли исполняют: Михаил Булгаков — Софи Ройс[нем.]; Мольер — Александр Шеер[нем.]; Людовик — Георг Фридрих[нем.]; Маркиз де Шаррон — Ларс Рудольф[нем.], Мадлена Бежар — Жанна Балибар; Арманда Бежар — Ханна Хильсдорф; Жан-Жак Бутон — Патрик Гюльденберг[нем.], Захария Муаррон — Даниэль Цилльманн[нем.]
- 2016 — Сфера (театр). Постановка — Александр Коршунов. Роли исполняют: Мольер — Александр Коршунов, Мадлена Бежар — Татьяна Филатова, Арманда Бежар — Евгения Казарина
- 2017 — Ленком. Постановка — Павел Сафонов. Роли исполняют: Мольер — Игорь Миркурбанов; Людовик — Виктор Вержбицкий (затем — Евгений Герасимов); Мадлена Бежар — Анна Большова, Наталья Щукина; Арманда Бежар — Александра Волкова, Елена Есенина; Жан-Жак Бутон — Иван Агапов.
- 2018 — Театр на Юго-Западе. Постановка Олега Леушина. Роли исполняют: Мольер — Олег Леушин/Сергей Бородинов;, Людовик XIV — Андрей Кудзин, Мадлена Бежар — Ольга Иванова, Арманда Бежар — Алина Лакомкина, Бутон — Денис Шалаев, Маркид д'Орсиньи - Денис Нагретдинов, Маркиз де Шаррон - Андрей Санников.
- 2021 — Молодёжный театр на Фонтанке. Постановка — Семён Спивак. Роли исполняют: Мольер — Сергей Барковский; Мадлена Бежар — Светлана Строгова; Арманда Бежар — Анастасия Тюнина, Василина Кириллова; Мариэтта Риваль — Нина Лоленко; Шарль-Варле де Лагранж — Андрей Кузнецов; Захария Муаррон — Сергей Яценюк; Филибер дю Круази, актёр, помощник режиссера, суфлер — Александр Конев; Жан-Жак Бутон — Александр Черкашин; Людовик Великий — Андрей Шимко; Маркиз д’Орсиньи — Алексей Одинг; Маркиз де Шаррон — Роман Нечаев; Маркиз де Лессак — Роман Рольбин.[9]
- 2025 — Тамбовский Государственный Академический ордена "Знак почета" Драматический театр Постановка - заслуженный артист России Кавалер ордена Дружбы Зураб Нанобашвили. Роли исполняют: Мольер — Сергей Левандовский; Мадлена Бежар — Заслуженная артистка РСФСР, Лауреат премии И.Н. Марина Валентина Попова; Арманда Бежар — Екатерина Буй; Шарль-Варле де Лагранж — Вячеслав Шорохов; Захария Муаррон — Ян Буй; Жан-Жак Бутон — Кирилл Сустин; Людовик Великий — Сергей Ключников; Маркиз д’Орсиньи — Максим Селиванов; Маркиз де Шаррон — Игорь Беляев